# Тейбор (тауншип, Миннесота)
Тейбор (англ. Tabor) — тауншип в округе Полк, Миннесота, США. На 2000 год его население составило 122 человека.

## География
По данным Бюро переписи населения США площадь тауншипа составляет 93,9 км², из которых 93,9 км² занимает суша, водоёмов нет.

## Демография
По данным переписи населения 2000 года здесь находились 122 человека, 47 домохозяйств и 35 семей. Плотность населения —  1,3 чел./км². На территории тауншипа расположена 51 постройка со средней плотностью 0,5 построек на один квадратный километр. Расовый состав населения: 93,44 % белых, 0,82 % афроамериканцев, 5,74 % — других рас США. Испанцы или латиноамериканцы любой расы составляли 5,74 % от популяции тауншипа.
Из 47 домохозяйств в 25,5 % воспитывались дети до 18 лет, в 68,1 % проживали супружеские пары, в 2,1 % проживали незамужние женщины и в 25,5 % домохозяйств проживали несемейные люди. 21,3 % домохозяйств состояли из одного человека, при том 10,6 % из — одиноких пожилых людей старше 65 лет. Средний размер домохозяйства — 2,60, а семьи — 3,09 человека.
21,3 % населения — младше 18 лет, 8,2 % — в возрасте от 18 до 24 лет, 27,9 % — от 25 до 44, 23,0 % — от 45 до 64, и 19,7 % — старше 65 лет. Средний возраст — 39 лет. На каждые 100 женщин приходилось 117,9 мужчин. На каждые 100 женщин старше 18 приходилось 108,7 мужчин.
Средний годовой доход домохозяйства составлял 51 875 долларов, а средний годовой доход семьи —  58 750 долларов. Средний доход мужчин —  38 036  долларов, в то время как у женщин — 20 625. Доход на душу населения составил 19 429 долларов. За чертой бедности не находились ни одна семья и ни один человек.